# It's Uptown
It's Uptown je drugi studijski album džezovskega kitarista Georgea Bensona. To je prvi Bensonov album, ki je izšel pri založbi Columbia Records in prvi, ki ga je produciral John Hammond.

## Kritični sprejem
Pisec portala AllMusic, Richard S. Ginell, je o albumu dejal, da lahko pri skladbah »Jaguar« in »Bullfight« opazimo Bensonov interes za rock'n'roll. O spremljevalni zasedbi je Ginell dejal, da je Lonnie Smith zanesljiv organist, medtem, ko je bariton saksofon Ronnieja Cuberja malce okorn.

## Seznam skladb
| Št.             | Naslov                | Pisec                                                   | Dolžina |
| --------------- | --------------------- | ------------------------------------------------------- | ------- |
| 1.              | „Clockwise‟           | George Benson                                           | 4:25    |
| 2.              | „Summertime‟          | DuBose Heyward, George Gershwin                         | 2:22    |
| 3.              | „Ain't That Peculiar‟ | Marv Tarplin, Bobby Rogers, Smokey Robinson, Pete Moore | 2:54    |
| 4.              | „Jaguar‟              | Benson                                                  | 2:44    |
| 5.              | „Willow Weep for Me‟  | Ann Ronell                                              | 7:37    |
| 6.              | „A Foggy Day‟         | George Gershwin, Ira Gershwin                           | 2:31    |
| 7.              | „Hello Birdie‟        | Benson                                                  | 3:58    |
| 8.              | „Bullfight‟           | Benson                                                  | 3:46    |
| 9.              | „Stormy Weather‟      | Harold Arlen, Ted Koehler                               | 2:55    |
| 10.             | „Eternally‟           | Benson                                                  | 4:02    |
| 11.             | „Myna Bird Blues‟     | Benson                                                  | 4:35    |
| Skupna dolžina: | Skupna dolžina:       | Skupna dolžina:                                         | 41:49   |

| Remasterizirana zgoščenka iz 2007 / bonus skladbe | Remasterizirana zgoščenka iz 2007 / bonus skladbe | Remasterizirana zgoščenka iz 2007 / bonus skladbe |
| Št.                                               | Naslov                                            | Dolžina                                           |
| ------------------------------------------------- | ------------------------------------------------- | ------------------------------------------------- |
| 12.                                               | „J.H. Bossa Nova‟                                 | 4:58                                              |
| 13.                                               | „Eternally‟ (krajša verzija)                      | 2:45                                              |
| 14.                                               | „Sideman‟                                         | 4:48                                              |
| 15.                                               | „Minor Chant‟                                     | 3:24                                              |
| Skupna dolžina:                                   | Skupna dolžina:                                   | 57:44                                             |

## Osebje
- George Benson – kitara, vokali

### The George Benson Quartet
- Ronnie Cuber – bariton saksofon
- Bennie Green – trombon
- Lonnie Smith – orgle
- Jimmy Lovelace – bobni